# 奧林匹亞 (馬奈)
《奥林匹亚》是法国写实派画家愛德華·馬奈创作于1863年的一副油画。该画受乔尔乔内《沉睡的维纳斯》，提香的《乌尔比诺的维纳斯》及戈雅的《裸体的马哈》的影响。现藏于巴黎的奥塞美术馆。
马奈展出这幅画以后受到大众的批判，因为大众认为这不仅仅是思想自由或者表现了女性裸体的问题，而是将维纳斯画成了娼妓。所有画中女子的装饰，如头上插的兰花、身上的首饰都暗示着她是一名妓女而非女神。实际上“奥林匹亚”就是1860年代巴黎娼妓的代名词。

## 批评

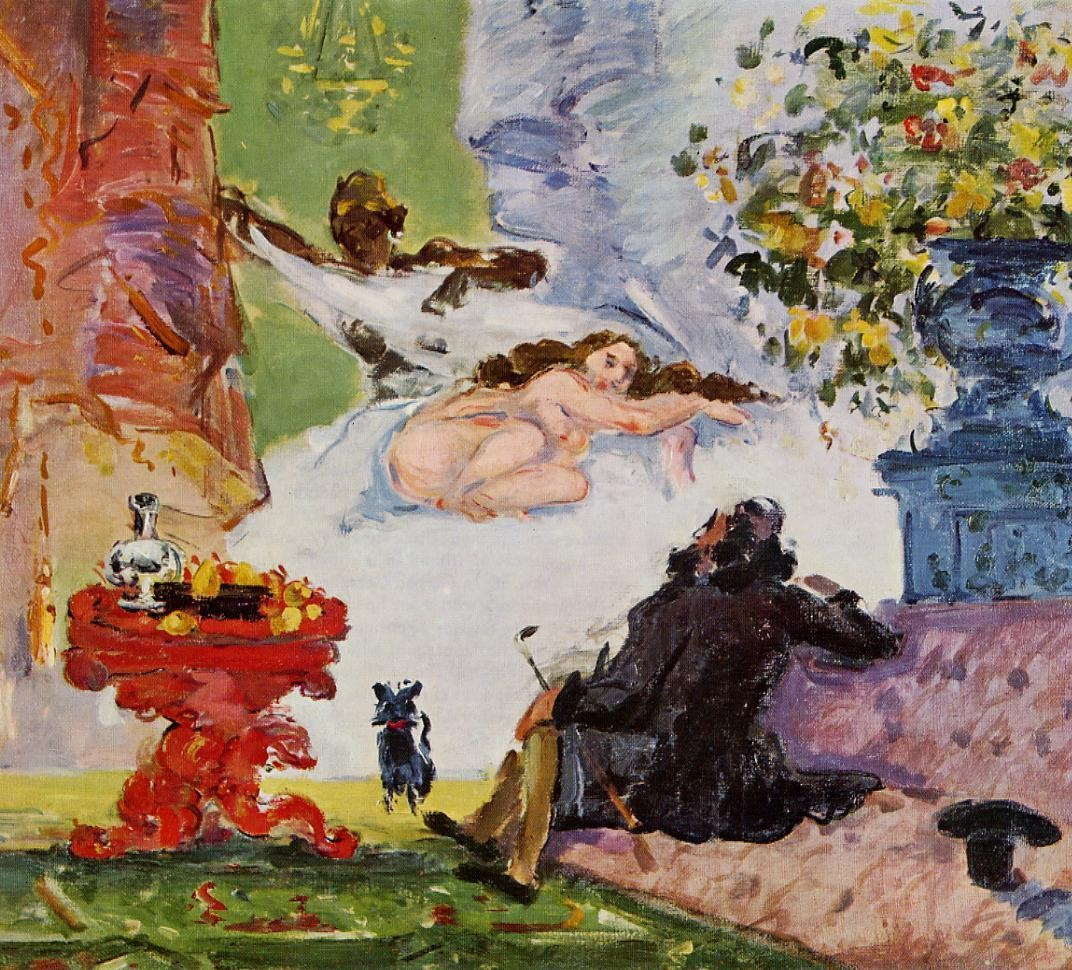
塞尚，《现代奥林匹亚》，1873/74

《奥林匹亚》在1865年巴黎沙龙展出之后，引发了比两年前的《草地上的午餐》更为激烈的社会反响，保守派人士为其打上“不道德”、“俗气”的标签。记者安東尼·普魯斯特后来回忆道：“（在沙龙上）奥林匹亚没被人们毁掉的唯一原因是主办方的保护措施太好了”。